# Porangahau
Porangahau és un petit municipi de Nova Zelanda, localitzat al sud-est de l'Illa del Nord, a l'extrem meridional de la regió de Hawke's Bay, a 45 quilòmetres al sud de Waipukurau. A prop hi ha el turó de Taumatawhakatangihangakoauauotamateaturipukakapikimaungahoronukupokaiwhenuakitanatahu.